# Autrans-Méaudre-en-Vercors
Autrans-Méaudre-en-Vercors es una comuna nueva francesa situada en el departamento de Isère, de la región de Auvernia-Ródano-Alpes.

## Historia
Fue creada el 1 de enero de 2016, en aplicación de una resolución del prefecto de Isèredel 20 de noviembre de 2015 con la unión de las comunas de Autrans y Méaudre, pasando a estar el ayuntamiento en la antigua comuna de Méaudre.

## Demografía
| Gráfica de evolución demográfica de Autrans-Méaudre-en-Vercors entre 1800 y 2013 |
|                                                                                  |

Los datos entre 1800 y 2012 son el resultado de sumar los parciales de las dos comunas que forman la nueva comuna de Autrans-Méaudre-en-Vercors, cuyos datos se han cogido de 1800 a 1999 (o a 2006 según corresponda), para las comunas de Autrans y Méaudre de la página francesa EHESS/Cassini. Los demás datos se han cogido de la página del INSEE.

## Composición
| Comuna delegada | Código INSEE | Población (2013) | Superficie (km²) | Densidad (hab./km²) |
| --------------- | ------------ | ---------------- | ---------------- | ------------------- |
| Autrans         | 38021        | 1616             | 44               | 37                  |
| Méaudre         | 38225        | 1357             | 33.87            | 40                  |